# بني يحيى بحري
قرية بني يحيى بحري هي إحدى القرى التابعة لمركز ديروط في محافظة أسيوط في جمهورية مصر العربية. حسب إحصاءات سنة 2006، بلغ إجمالي السكان في بني يحيى بحري 8965 نسمة، منهم 4608 رجل و4357 امرأة.